# Moussa Warsama
Moussa Warsama (30 dicembre 1988) è un calciatore gibutiano, difensore del Guelleh Batal.

## Carriera

### Club
Debutta nel 2008 con il Guelleh Batal.

### Nazionale
Debutta in Nazionale il 5 settembre 2009, in Gibuti-Malawi.